# 前168年
| 千纪： | 前1千纪 |
| 世纪： | 前3世纪 \| 前2世纪 \| 前1世纪                                                                                         |
| 年代： | 前190年代 \| 前180年代 \| 前170年代 \| 前160年代 \| 前150年代 \| 前140年代 \| 前130年代                               |
| 年份： | 前173年 \| 前172年 \| 前171年 \| 前170年 \| 前169年 \| 前168年 \| 前167年 \| 前166年 \| 前165年 \| 前164年 \| 前163年 |
| 纪年： | 西汉汉文帝前元十二年                                                                                                  |

## 大事记
- 緹縈救父，漢朝廢除肉刑。
- 黃河在酸棗（今延津縣境）決堤，是漢代黃河最早的一次決口。
- 6月22日——彼得那戰爭，罗马共和国征服希臘，導致馬其頓王國覆亡，安提柯王朝因此斷絕。

## 出生
- 江都易王劉非

## 逝世
- 賈誼，漢代文學家、政治家、思想家。